# Rafael Romero Barros
Rafael Romero Barros (né à Moguer le 30 mai 1832, mort à Cordoue le 2 décembre 1895) est un peintre espagnol connu comme paysagiste et peintre de scènes de genre de la campagne espagnole. Il occupa aussi les postes de conservateur-restaurateur dans l'actuel musée des beaux-arts de Cordoue puis de conservateur dans l'actuel musée archéologique et ethnologique de la ville. Il fut aussi le professeur de nombreux peintres célèbres, dont son fils Julio Romero de Torres.

## Biographie
Rafael Romero Barros est né le 30 mai 1832 à Moguer, localité de l'actuelle province de Huelva en Andalousie, en Espagne. Il suit des études à Séville où se développe à ce moment le courant de l'illustration romantique (Ilustración Romántica). Il suit des cours à l'Escuela de Alberto Lista. De 1844 à 1847, il étudie le latin et la philosophie. Parmi les maîtres et peintres confirmés qui l'influencent dans sa jeunesse figurent Manuel Barrón y Carrillo, peintre paysagiste sévillan, ainsi que les frères Valeriano et Gustavo Bécquer. 
En 1862, Rafael Romero Barros s'installe à Cordoue pour y diriger le Musée provincial de la peinture (actuel musée des beaux-arts). Il fonde dans cette ville une École de musique et une École provinciale des Beaux-Arts. Il organise et dirige aussi le Musée archéologique. Il écrit de nombreux articles publiés dans la presse locale et dans des revues spécialisées,. Il rédige également des écrits théoriques sur l'art. En 1878, il écrit des Considérations sur la beauté (Consideraciones sobre la Belleza).
En tant que peintre, il acquiert d'abord une réputation de portraitiste et peint de nombreux portraits sur commande pour des membres de la noblesse ou de la grande bourgeoisie andalouses. Mais il est aussi paysagiste, et utilise pour ses paysages ses connaissances archéologiques.
Rafael Romero Barros est le maître de nombreux peintres et artistes cordouans, à commencer par ses fils, Rafael, Enrique et Julio Romero de Torres. Sont également influencés par lui Mateo Inurria, Hidalgo de Caviedes, Villegas Brieva, Tomás Muñoz Lucena, Juan Montis, Serrano Pérez. Rafael Romero Barros influence également plusieurs orfèvres et artisans.
Rafael Romero Barros est membre de l'Association des ouvriers cordouans (Asociación de Obreros Cordobeses) où il occupe le poste de secrétaire jusqu'à sa mort.
Il meurt à Cordoue le 2 décembre 1895 à l'âge de 63 ans.

## Œuvre
Les tableaux de Rafael Romero Barros comprennent principalement des paysages espagnols et des portraits de membres de la noblesse et de la haute bourgeoisie andalouse. Mais son œuvre comprend aussi des tableaux montrant des costumes locaux ainsi que quelques sujets religieux.
Rafael Romero Barros est rattaché aux courants du néo-classicisme et du romantisme, mais sa peinture change au fil de sa vie et se rapproche peu à peu du réalisme. Les tableaux peints pendant les dernières années de sa vie révèlent un intérêt pour le naturalisme.
De nombreuses toiles de Rafael Romero Barros sont conservées au Musée des beaux-arts de Cordoue qu'il dirigea pendant une partie de sa vie.

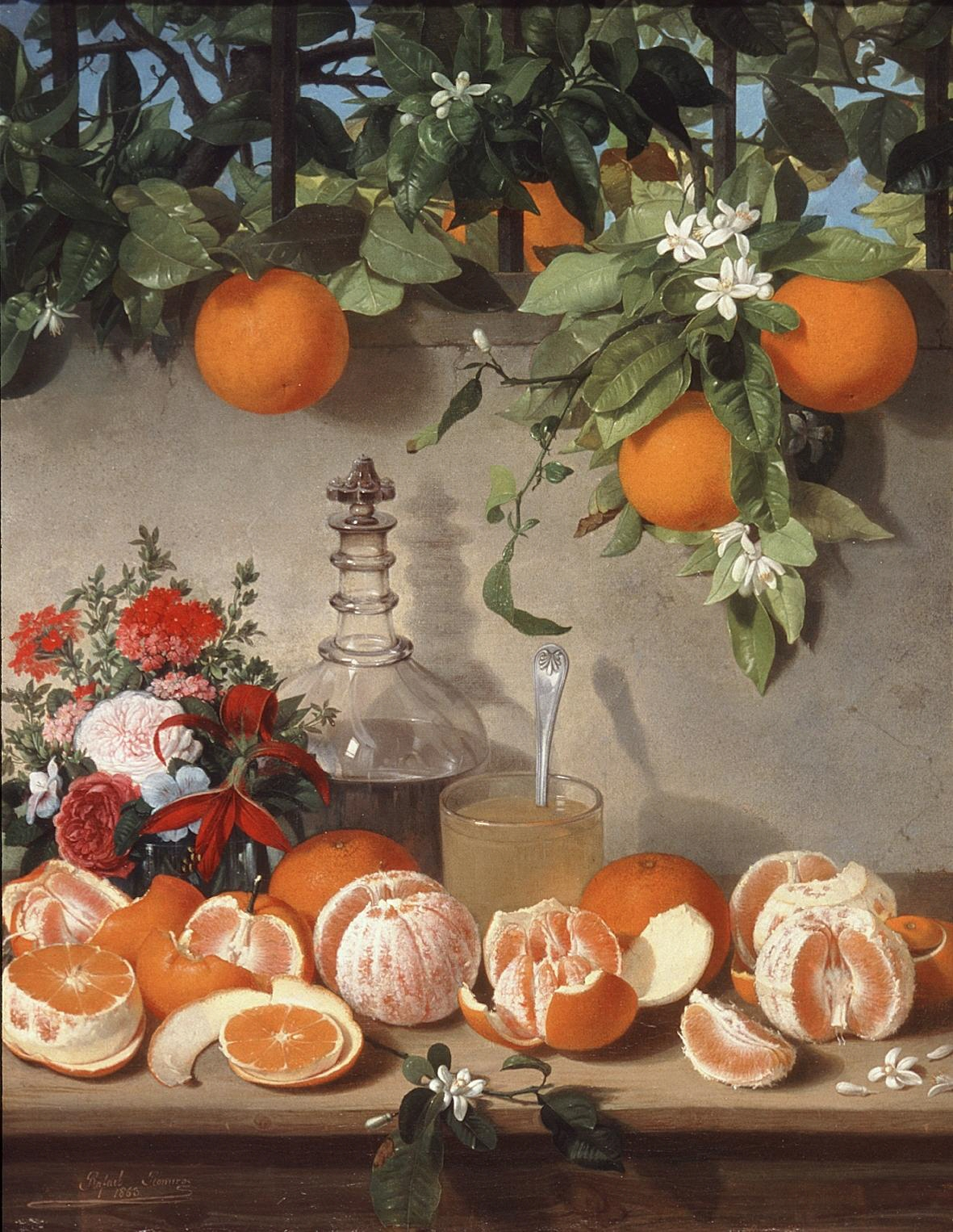
Nature morte d'oranges (1863)
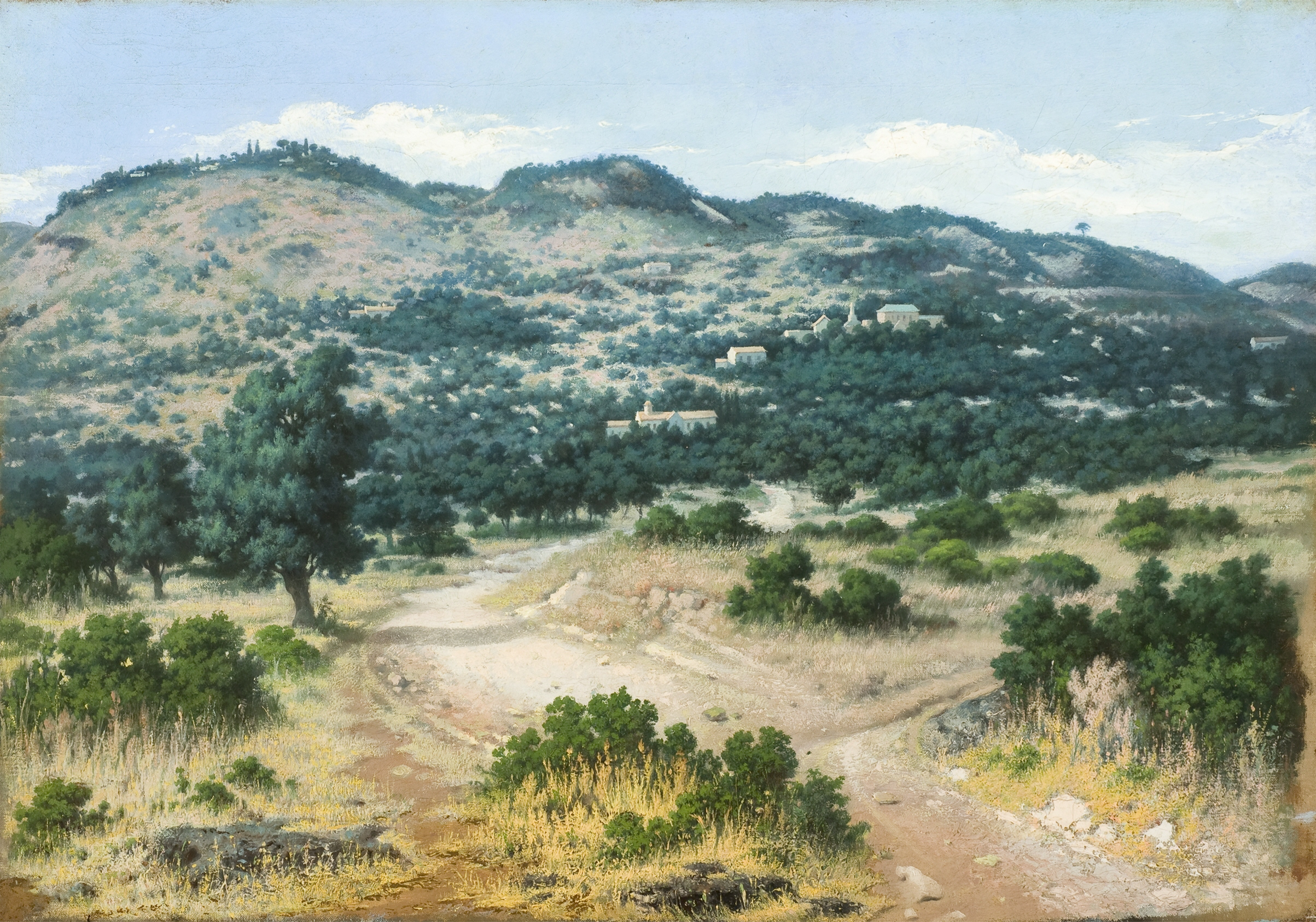
Le Chemin des ermites (1874-75)
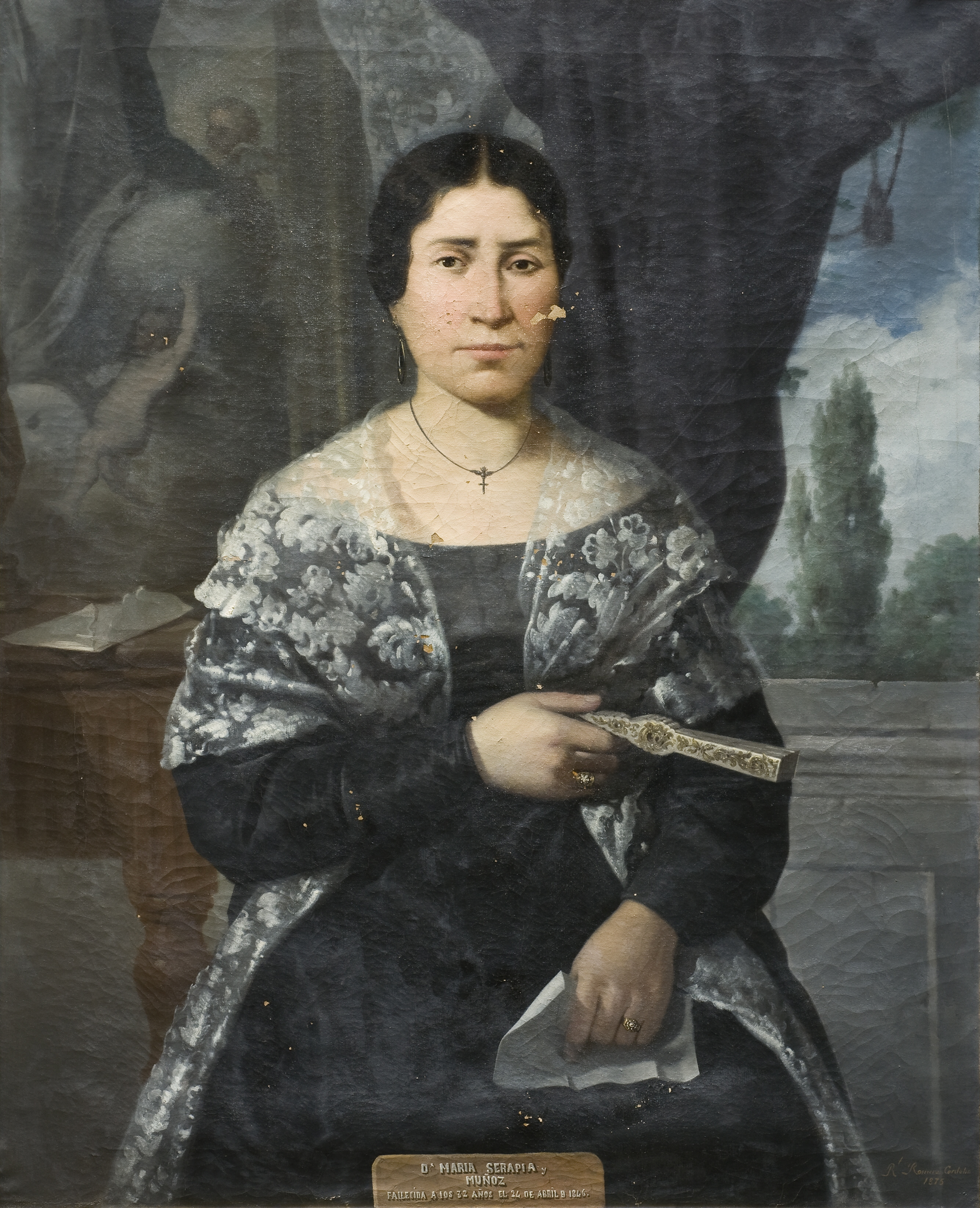
Portrait de doña Serapia Muñoz (1875)
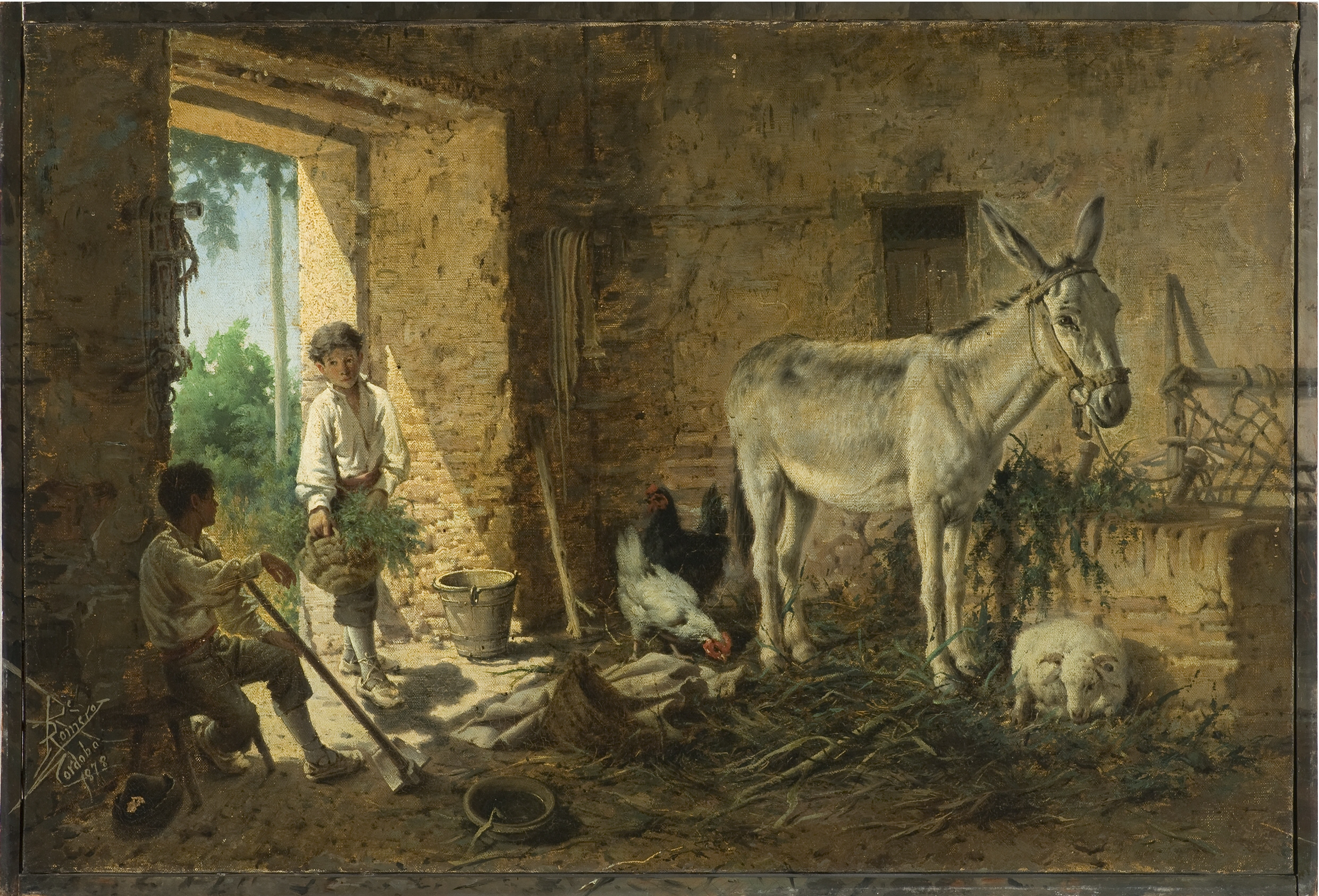
À l'écurie (1878)
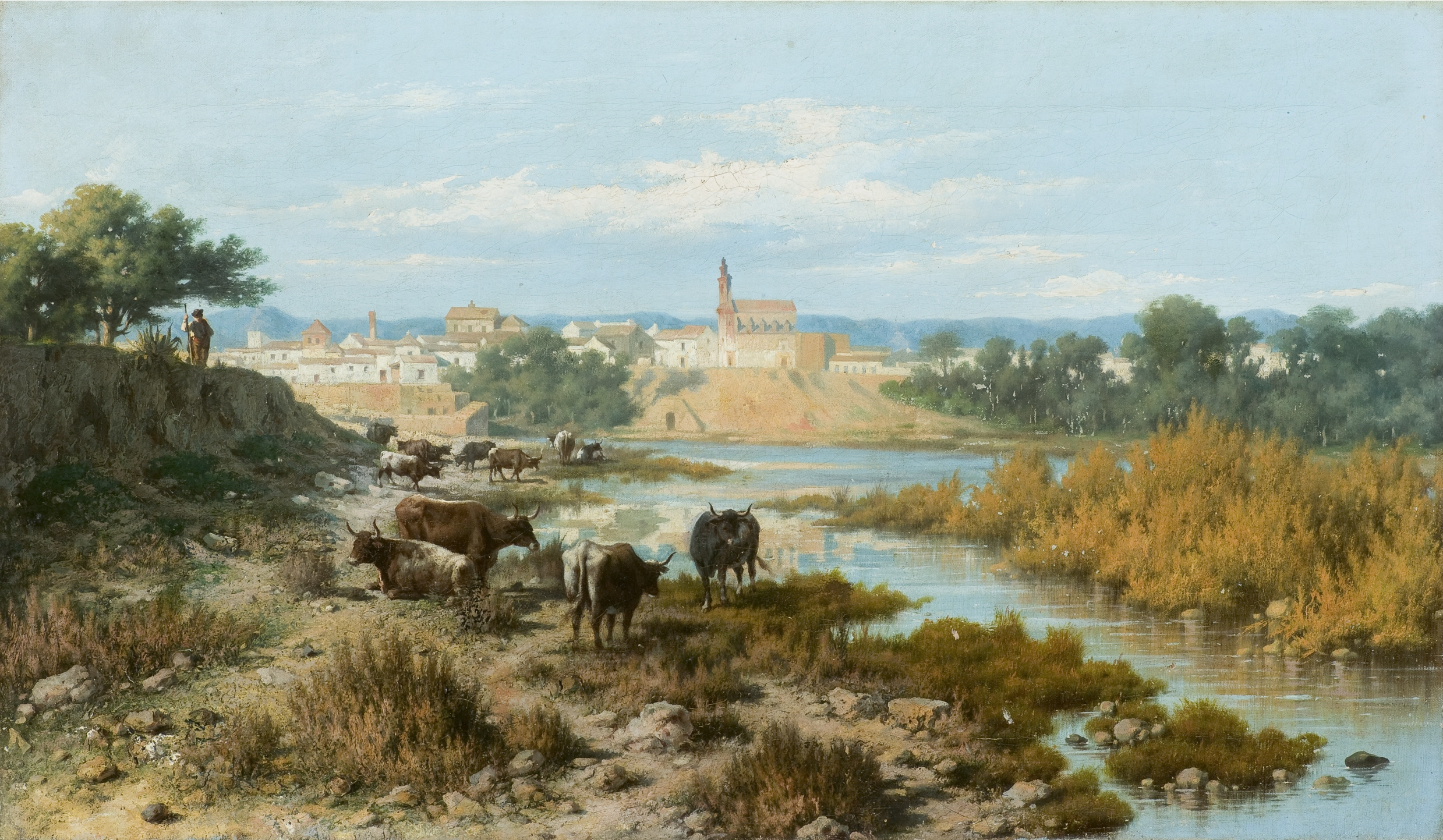
Les berges du Guadalquivir (vers 1880-1885)